# Benjor
Benjor is een bestuurslaag in het regentschap Malang van de provincie Oost-Java, Indonesië. Benjor telt 2083 inwoners (volkstelling 2010).